# SN 2008au
SN 2008au – supernowa odkryta 27 lutego 2008 roku w galaktyce A113033+1309. W momencie odkrycia miała maksymalną jasność 18,70m.